# Suomujärvi
Suomujärvi eller Suomusjärvi är en sjö i Finland. Den ligger i kommunen Salla i landskapet Lappland, i den norra delen av landet, 700 km norr om huvudstaden Helsingfors. Suomujärvi ligger 250,9 meter över havet. Arean är 2,01 kvadratkilometer och strandlinjen är 16,47 kilometer lång. Sjön  ingår i Kemi älvs huvudavrinningsområde. 